# Том Лерер
Том Лерер (англ. Thomas Andrew Lehrer; 9 квітня 1928, Нью-Йорк — 26 липня 2025, Кембридж, Массачусетс) — американський композитор і співак, сатирик і математик.
Попри те, що він написав всього близько 50 творів, його внесок в культуру США вважається досить великим. Тексти пісень часто мають відношення до науки, особливо до математики, але також до хімії і фізики. Зокрема, в репертуарі Тома Лерера є пісенна інтерпретація таблиці Менделєєва (The Elements song), речитатив за виконанням віднімання в стовпчик (New Math) і сатирична пісня, присвячена математику Миколі Лобачевському. Велике місце у творчості Тома Лерера займає також соціальна і політична сатира.
У піснях «Who's Next» («Хто наступний») і «We Will All Go Together When We Go» («Ми Всі Разом Підемо, Коли Підемо») присвячені жахам і небезпекам у випадку ядерної війни, тим самим є пацифістськими.

## Життєпис
Народився 9 квітня 1928 в Нью-Йорку.
Почав займатися грою на фортепіано у 8 років. У 15 він вступив до Гарвардського університету на факультет математики, в 18 років отримав ступінь бакалавра, у 19 — магістра. Вже під час навчання Лерер розважав своїх товаришів по університету сатиричними піснями. Після закінчення університету Лерер викладав математику в різних університетах США. У 1953 році вийшла перша платівка його пісень «Songs by Tom Lehrer». Його пісні відрізняються сатиричними текстами, а музика часто є пародією на сучасну йому популярну музику.

## Наукові публікації
У базі даних Американського наукового співтовариства згадуються дві роботи, в яких Лерер фігурує як співавтор:
- R. E. Fagen & T. A. Lehrer, «Random walks with restraining barrier as applied to the biased binary counter» / / Journal of the Society for Industrial Applied Mathematics, vol. 6, p. 1-14 (March 1958) MR0094856
- T. Austin, R. Fagen, T. Lehrer, W. Penney, «The distribution of the number of locally maximal elements in a random sample» / / Annals of Mathematical Statistics vol. 28, p. 786—790 (1957) MR0091251

## Дискографія
1. Songs by Tom Lehrer (1953)
2. An Evening Wasted with Tom Lehrer (1959)
3. More of Tom Lehrer (1959)
4. Tom Lehrer Revisited (1960)
5. Tom Lehrer Discovers Australia (And Vice Versa) (1960)
6. That Was the Year That Was (1965)
7. Tom Lehrer in Concert (1994)
8. Songs & More Songs by Tom Lehrer (1997)
9. The Remains Of Tom Lehrer (3 диска со всеми песнями Тома Лерера), 2000